# Leintz-Gatzaga
Leintz-Gatzaga is een gemeente in de Spaanse provincie Gipuzkoa in de regio Baskenland met een oppervlakte van 15 km². Leintz-Gatzaga telt 235 inwoners (1 januari 2016).